# حمزه بوبکر
حمزه بوبکر (به فرانسوی: Hamza Boubakeur) از مترجمان قرآن به زبان فرانسوی.
او در ۱۵ ژوئن ۱۹۱۲ به دنیا آمد. او امام جماعت مسجد پاریس از ۱۹۵۷ تا ۱۹۸۲ بود. ترجمه قرآن او در سال ۱۹۷۲ منتشر شد. ترجمه‌ای ارائه کرد که از روایات غیر موثق و مخدوش احتراز کرده و توضیحات وحواشی آن سودمند است و شیوه نگارش آن روان است هر چند که در چاپ اول غلط‌های املایی فراوان داشته‌است.
او در ۱۹۹۵ (میلادی) درگذشت و بدنش در شن‌های صحرای بزرگ آفریقا دفن شد.